# Ена (Италия)
Вижте пояснителната страница за други населени места с името Ена.
Ена (на италиански: Enna) е град и община в Южна Италия.

## География
Градът е административен център на едноименната провинция Ена в област (регион) Сицилия. Разположен в централната част на остров Сицилия на надморска височина 1196 m. На север от града се намира магистралата от Катания до Палермо. Градът има жп гара на линията Катания-Агридженто. Население 27 987 жители към 30 юни 2009 г.

## Фотогалерия
- Замъкът „Ди Ломбардия“ в град Ена
- Катедралата в град Ена